# Bonmatí
Bonmatí és una de les dues entitats de població del municipi de Sant Julià del Llor i Bonmatí, a la comarca catalana de la Selva. En el cens de 2019 tenia 1159 habitants. Bonmatí té els seus orígens en el senyoriu creat per Guillem de Bonmatí el 1339.
Fins al 1983 formava part del municipi d'Amer.

## Llocs d'interès
- Mas Bonmatí
- Capella de la Immaculada Concepció, adossada al Mas Bonmatí
- Colònia Bonmatí

## Personatges il·lustres
- Manuel Bonmatí de Cendra (1853-1914): Fundador de la colònia industrial.
- Germans Torras i Domènech (1903), industrials paperers.